# Carmañola (canción)

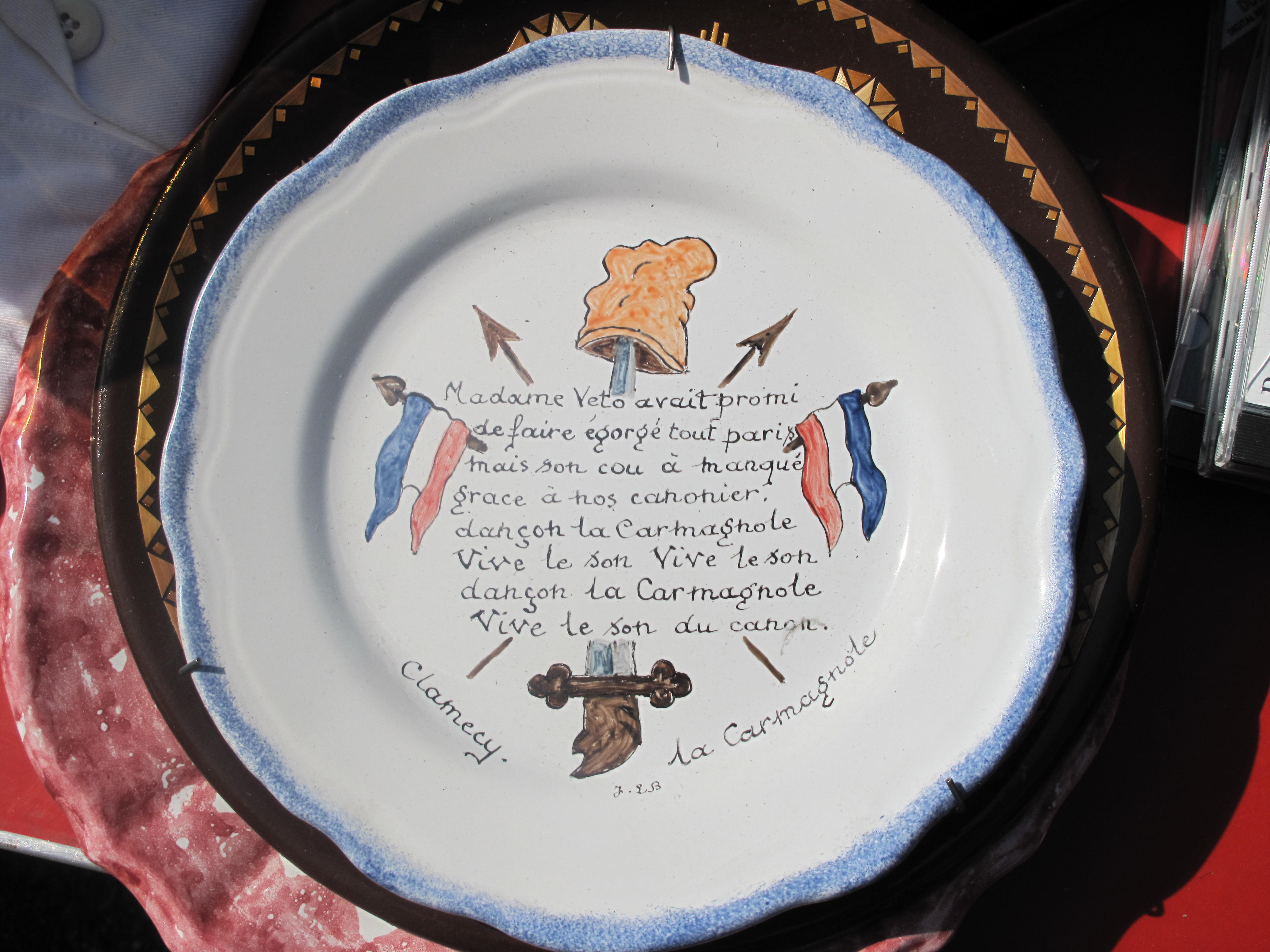
Plato con la letra de la canción

La "Carmañola" (francés: Carmagnole) fue una canción y baile anónimo que fue popular durante la Revolución Francesa. La canción fue publicada el 10 de agosto de 1792. La popularizaron las tropas francesas, era cantada en eventos de apoyo a la Revolución y algunas veces los antirrevolucionarios eran forzados a cantarla y bailar como escarnio. Al ser una canción popular existieron diferentes versiones de la letra. La canción criticaba a los reyes Luis XVI de Francia y María Antonieta a los que se refería como Monsieur y Madame Veto, respectivamente.
El nombre de la canción fue tomado de la ciudad piamontesa de Carmagnola. La canción es mencionada en obras como La Pimpinela Escarlata de la Baronesa Orczy, Historia de dos ciudades de Charles Dickens, y A Colón de Rubén Darío. Además el compositor Umberto Giordano, la incluyó en su ópera Andrea Chénier, y en La muerte de Dantón de Georg Büchner.

## Partitura
Melodía de la Carmagnola, impresa en 1794:

## Letra en francés
Madam' Veto avait promis
De faire égorger tout Paris
Mais son coup a manqué
Grâce à nos canonniers
Dansons la carmagnole
Vive le son, vive le son
Dansons la carmagnole
Vive le son du canon!
Monsieur Veto avais promis
D'être fidèle à son pays
Mais il y a manqué
Ne faisons plus quartier
Amis restons toujours unis
Ne craignons pas nos ennemis
S'ils viennent nous attaquer
Nous les ferons sauter.
Antoinette avait résolu
De nous faire tomber sur le cul
Mais son coup a manqué
Elle a le nez cassé
Son mari se croyant vainqueur
Connaissait peu notre valeur
Va, Louis, gros paour
Du temple dans la tour
Les Suisses avaient promis
Qu'ils feraient feu sur nos amis
Mais comme ils ont sauté
Comme ils ont tous dansé!
Quand Antoinette vit la tour
Elle voulut faire demi-tour
Elle avait mal au coeur
De se voir sans honneur.
Lorsque Louis vit fossoyer
A ceux qu'il voyait travailler
Il disait que pour peu
Il était dans ce lieu.
Le patriote a pour amis
Tout les bonnes gens du pays
Mais ils se soutiendront
Tous au son du canon.
L'aristocrate a pour amis
Tous les royalistes de Paris
Ils vous le soutiendront
Tout comme de vrais poltrons!
La gendarmerie avait promis
Qu'elle soutiendrait la patrie.
Mais ils n'ont pas manqué
Au son du canonnier
Oui je suis sans-culotte, moi
En dépit des amis du roi
Vivent les Marseillois
Les bretons et nos lois!
Oui nous nous souviendrons toujours
Des sans-culottes des faubourgs A leur santé buvons
Vive ces francs lurons!